# Élections constituantes de 1945 dans les Hautes-Pyrénées
Les élections constituantes françaises de 1945 se déroulent le 21 octobre.

## Mode de scrutin
Les députés sont élus selon le système de représentation proportionnelle suivant la règle de la plus forte moyenne dans le département, sans panachage ni vote préférentiel. Il y a 586 sièges à pourvoir.
Dans le département des Hautes-Pyrénées, trois députés sont à élire.

## Élus
Les trois députés élus sont : 
| Identité         | Parti | Parti   |
| ---------------- | ----- | ------- |
| Charles d'Aragon |       | MRP     |
| Paul Baratgin    |       | Rad-Soc |
| Jean Toujas      |       | PCF     |

## Résultats

### Résultats à l'échelle du département
| Parti          | Parti                                            | Tête de liste    | Résultats | Résultats | Sièges | Sièges |
| Parti          | Parti                                            | Tête de liste    | Voix      | %         |        |        |
| -------------- | ------------------------------------------------ | ---------------- | --------- | --------- | ------ | ------ |
|                | Mouvement républicain populaire                  | Charles d'Aragon | 26 310    | 29,62     | 1      |        |
|                | Parti républicain, radical et radical-socialiste | Paul Baratgin    | 22 469    | 25,30     | 1      |        |
|                | Parti communiste français                        | Jean Toujas      | 20 936    | 23,57     | 1      |        |
|                | Section française de l'Internationale ouvrière   | Gérard Lamolle   | 17 849    | 20,10     | -      |        |
|                | Union républicaine et d'action sociale           | Charles Dinary   | 1 254     | 1,41      | -      |        |
|                |                                                  |                  |           |           |        |        |
| Inscrits       | Inscrits                                         | Inscrits         | 128 319   |           | 3      |        |
| Votants        | Votants                                          | Votants          | 91 368    | 71,20     |        |        |
| Blancs et nuls | Blancs et nuls                                   | Blancs et nuls   | 2 550     | 2,79      |        |        |
| Exprimés       | Exprimés                                         | Exprimés         | 88 818    | 97,21     |        |        |